# Dżinsowa rewolucja
Dżinsowa rewolucja (również chabrowa rewolucja) – protesty społeczne w Mińsku, odbywające się od 19 do 24 marca 2006 r. Protesty wybuchły w wyniku sfałszowania wyników wyborów prezydenckich z 19 marca 2006 r. W przeciwieństwie do innych kolorowych rewolucji w krajach postradzieckich (rewolucji róż w Gruzji, pomarańczowej rewolucji na Ukrainie i tulipanowej rewolucji w Kirgistanie) rewolucja na Białorusi nie przyniosła zmian politycznych.

## Nazwa
Termin został wymyślony pod koniec 2005 roku, po pobiciu Nikity Sasima, jednego z przywódców Białoruskiego Ruchu Oporu „Żubr”. 16 września 2005 r., podczas demonstracji przeciwko polityce Łukaszenki, oddziały OMON-u skonfiskowały uczestnikom protestów biało-czerwono-białe flagi. Wówczas Sasim zdjął dżinsową koszulę i zawiesił ją jako flagę. W wyniku pobicia przez oddziały milicji Sasim trafił do szpitala. Po wypisaniu ze szpitala spotkał się z osobami, które miały na ubraniach dżinsowe wstążki.

## Przyczyny

### Polityka Białorusi w latach 1994–2006
W 1994 r. wybory prezydenckie na Białorusi wygrał Alaksandr Łukaszenka. Łukaszenka wprowadził autorytarną politykę. Zagwarantował sobie absolutną władzę poprzez m.in. dokonanie zmian w Konstytucji (np. zniesienie liczby kadencji na stanowisku prezydenta), wprowadzenie wyższości dekretów prezydenckich nad ustawami parlamentu, ograniczanie wolności słowa i praw obywateli do zgromadzeń i manifestacji. 9 września 2001 r. Alaksandr Łukaszenka wygrał wybory prezydenckie, uzyskując ponad 75% głosów. Eksperci amerykańscy, europejscy oraz opozycja białoruska ogłosiła, że wybory zostały sfałszowane, zaś obserwatorzy ze Wspólnoty Niepodległych Państw uznali, że wyniki wyborów w pełni wyrażają wolę Białorusinów. Tego samego dnia na Placu Październikowym w Mińsku do ok. 5 tys. osób protestowało przeciwko sfałszowanym wyborom. 17 października 2004 roku odbyło się referendum (trzecie w historii niepodległej Białorusi) na temat wykreślenia z konstytucji ograniczeń odnośnie do liczby sprawowanych kadencji przez prezydenta. Po sukcesie pomarańczowej rewolucji na Ukrainie opozycja liczyła, że na Białorusi może dojść do podobnej rewolucji. Jesienią 2004 r. opozycja rozpoczęła opracowywanie wspólnej strategii na najbliższe wybory prezydenckie.

### Wybory prezydenckie w 2006 roku
19 marca 2006 r. odbyły się trzecie w historii Białorusi wybory prezydenckie. Wybory przeprowadzono wcześniej niż zakładał kalendarz wyborczy, tak by zakłócić prowadzenie kampanii przez opozycję. Głównymi kontrkandydatami Łukaszenki byli: reprezentant Zjednoczonych Sił Demokratycznych Alaksandr Milinkiewicz i popierany przez Białoruską Socjaldemokratyczną Partię (Hramada) Alaksandr Kazulin. Milinkiewicz prowadził łagodną kampanię wyborczą (w obawie przed aresztowaniem lub wykluczeniem z listy kandydatów), zaś Kazulin prowadził agresywną kampanię, podczas której oskarżał Łukaszenkę o okradanie Białorusinów, morderstwa polityczne i niemoralny styl życia.
Według oficjalnych danych wybory prezydenckie wygrał Alaksandr Łukaszenka, który otrzymał 82% głosów. Alaksandr Milinkiewicz uzyskał 6% głosów. Zachodni obserwatorzy uznali, że wybory sfałszowano, natomiast obserwatorzy ze Wspólnoty Niepodległych Państw nie dopatrzyli się nieprawidłowości. Według niezależnych sondaży exit-poll Łukaszenka uzyskał ok. 47% głosów, a Milinkiewicz 25%.

## Protesty

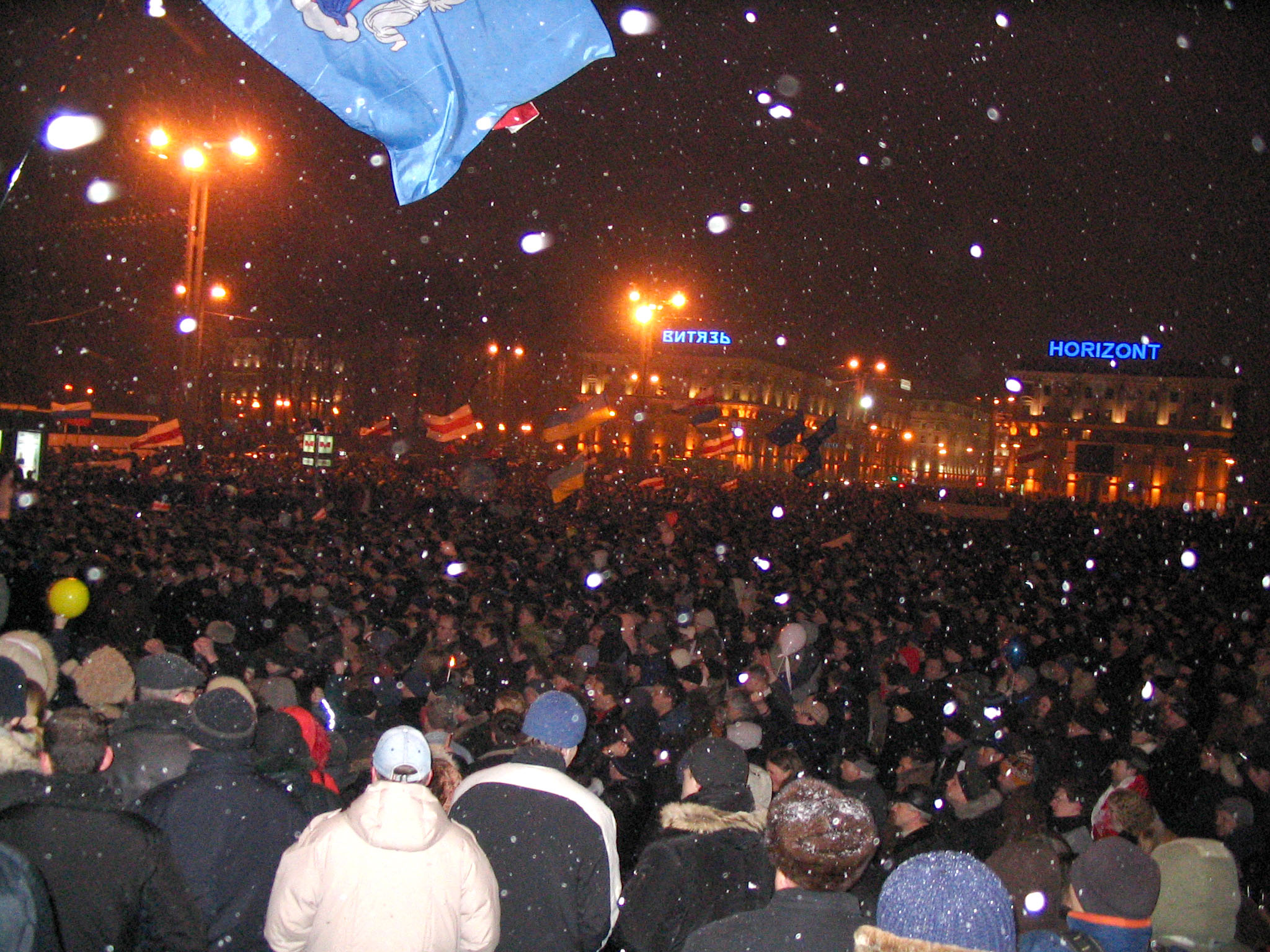
19 marca

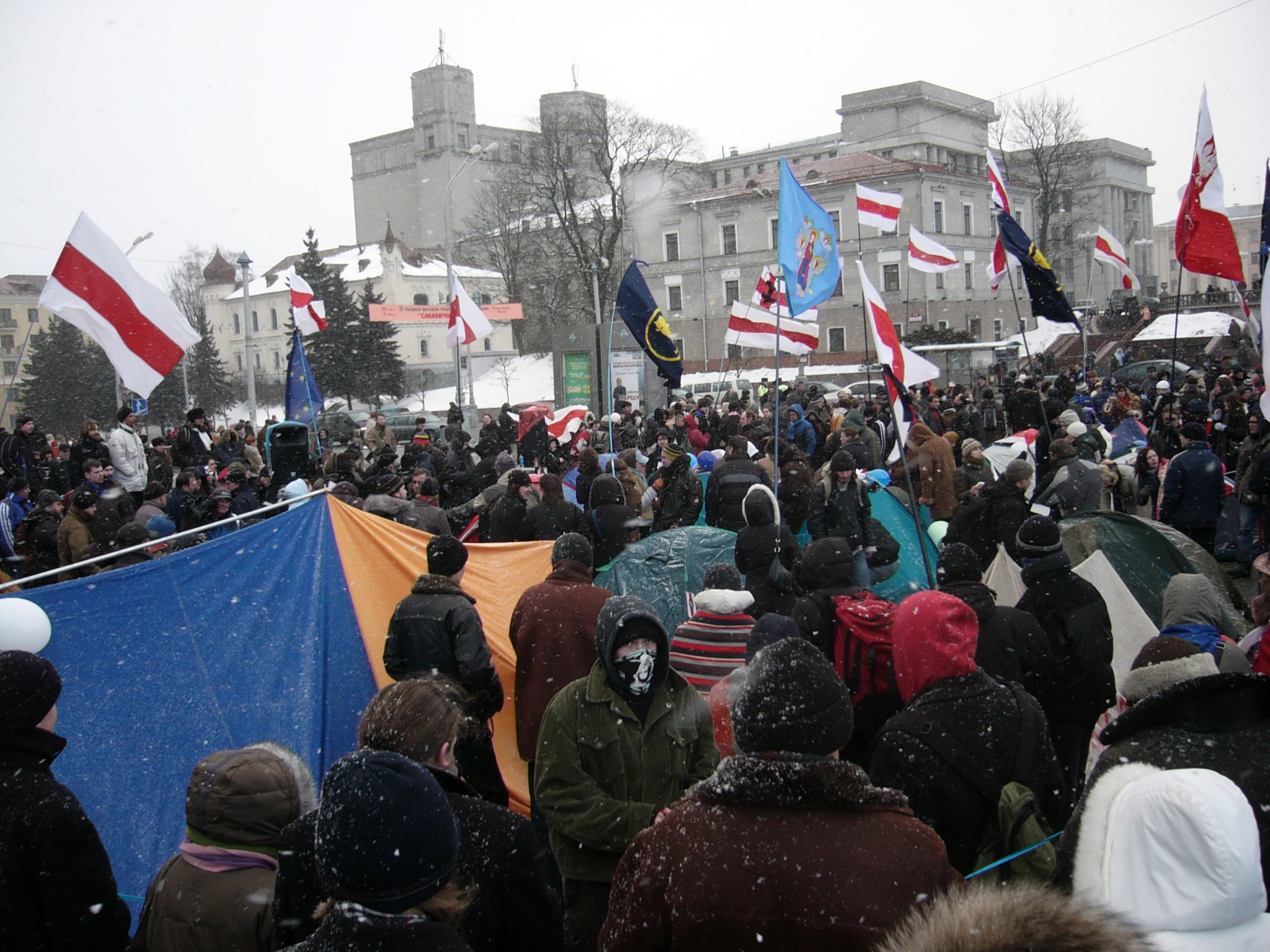
Opozycjoniści na Placu, 21 marca

Protesty wybuchły 19 marca 2006 r. Tego dnia na Placu Październikowym w Mińsku zgromadziło się ok. 15 do 30 tys. zwolenników opozycji. Powstało niewielkie miasteczko namiotowe, liczące 19 namiotów. Tego samego dnia miasteczko natychmiast otoczyła milicja. Liczba protestujących malała ze względu na niesprzyjające warunki pogodowe. Uczestnicy protestu nie były odpowiednio przygotowani technicznie. Dysponowali jednym mikrofonem, którego słyszalność ograniczała się do promienia 50 metrów.
24 marca milicja zlikwidowała miasteczko namiotowe i usunęła demonstrantów. Protesty przeciwko sfałszowanym wyborom się zakończyły.
25 marca odbyła się demonstracja, zorganizowana w celu uczczenia ogłoszenia niezależności Republiki Białorusi w 1918 r. Uczestnicy szli w kierunku więzienia, w którym przetrzymywano uczestników wcześniejszego protestu. Podczas rozbicia demonstracji milicja zatrzymała Alaksandra Kazulina.
Zdaniem Komisji ds. Pomocy osobom represjonowanym, w związku z wyborami z marca 2006 r. represjonowano 1,2 tys. osób. Część osób uwięziono, niektórych zwolniono z pracy bądź relegowano z uczelni.

## Następstwa
Alaksandr Łukaszenka utrzymał władzę na Białorusi. 19 grudnia 2010 r. odbyły się kolejne wybory prezydenckie na Białorusi. Łukaszenka ponownie wygrał, uzyskując ok. 80% głosów. W przeciwieństwie do wyborów z 2006 r., opozycja nie wystawiła wspólnego kandydata w wyborach. W dni ogłoszenia wyników odbył się protest przeciwko sfałszowaniu wyborów. W centrum Mińska zgromadziło się ok. 40 tys. osób. Podobnie jak w marcu 2006 r. milicja rozbiła demonstracje.
Rozbicie protestów w Mińsku nie doprowadziło do uspokojenia sytuacji politycznej na Białorusi. Pod koniec marca i na początku kwietnia w całym kraju miało miejsce wiele wystąpień młodzieży, nasiliły się też dyskusje polityczne w Internecie. Niektórzy uczestnicy protestów z Mińska utworzyli nowe opozycyjne grupy młodzieżowe, takie jak „Bunt” i „Inicjatywa”.
Zatrzymania uczestników protestu, wewnętrzne podziały i konflikty między liderami partii opozycyjnych doprowadziły do rozpadu zjednoczonej opozycji. Bunt oceniany był też jako kontynuator metod i idei istniejącego wcześniej Białoruskiego Ruchu Oporu „Żubr”. Media spekulowały też, że korzenie grupy wywodzą się z młodzieżowego skrzydła Zjednoczonej Partii Obywatelskiej, ponieważ dwoje jego działaczy – Chryscina Szacikawa i Dzianis Dzianisau – było także członkami tej partii.

### Bunt
17 czerwca 2006 r. w Witebsku w czasie akcji protestu ogłoszono powstanie organizacji „Bunt”. W akcji uczestniczyło co najmniej 25 osób, głównie dawnych uczestników protestu w Mińsku. Na dachu Teatru Jakuba Kołasa wywieszono transparent, rozpowszechniano ulotki, namalowano graffiti, podjęto także próbę wywieszenia biało-czerwono-białej flagi w pobliżu Letniego Amfiteatru. Niektórzy uczestnicy akcji zostali zatrzymani przez milicję, a dwoje z nich, Dzianis Dzianisau i Tacciana Jeława, zostało oskarżonych o organizację nielegalnej demonstracji.
Głównym deklarowanym celem Buntu była mobilizacja ludzi do masowych protestów ulicznych, aby przez pozbawiony przemocy opór wobec władzy doprowadzić do zmian politycznych w kraju. Należeli do niego głównie młodzi ludzie, którzy do marca 2006 r. nie angażowali się politycznie i rozpoczęli swoją działalność dopiero w czasie lub po protestach w Mińsku. Dołączali do nich działacze z innych organizacji młodzieżowych, m.in. z „Żubra”, który w kwietniu ogłosił samorozwiązanie, oraz Młodego Frontu. Latem 2006 r. Bunt przeprowadził akcje m.in. w Mińsku, Grodnie, Witebsku i Soligorsku, gdzie aktywiści malowali graffiti, rozpowszechniali ulotki, wywieszali flagi i organizowali flash moby. W połowie lipca udali się też na szczyt G8 do Petersburga, aby zaprotestować przeciwko poparciu Rosji dla niedemokratycznej, ich zdaniem, władzy na Białorusi. Członkowie Buntu byli kilkakrotnie zatrzymywani i skazywani na krótkie wyroki więzienia, zwalniani z pracy lub relegowani z uczelni. Miały miejsce także naciski na rodziny aktywistów Buntu. Podczas akcji w Petersburgu zostali oni dwukrotnie brutalnie zatrzymani przez rosyjską milicję.
W reakcji na wydarzenia na Białorusi rząd Polski podjął decyzję o utworzeniu Programu Stypendialnego im. Konstantego Kalinowskiego, przeznaczonego dla białoruskich studentów usuniętych z uczelni za działalność polityczną. Znaczna część studentów biorących udział w protestach opuściła wówczas Białoruś i udała się do Polski. Ci, którzy pozostali w kraju, skoncentrowali się na działalności w Internecie i na społeczności międzynarodowej. Dalsze represje ze strony białoruskich służb, a przede wszystkim działania podejmowane przez nie na forach internetowych, stanowiących główny środek komunikacji aktywistów, doprowadziły do gwałtownego zaniku aktywności Buntu i w końcu do jego samorozwiązania.